# 후키아이구
후키아이구(葺合区)는 효고현 고베시에 설치되었던 구이다. 현재의 주오구 동부에 해당한다.